# Oberringingen
Oberringingen ist ein Gemeindeteil des Marktes Bissingen im schwäbischen Landkreis Dillingen an der Donau. Der Ort wurde am 1. Juli 1971 nach Unterringingen eingemeindet. Mit diesem kam er am 1. Mai 1978 zum Markt Bissingen.

## Lage
Das Dorf Oberringingen liegt neun Kilometer westnordwestlich von Bissingen linksseits des oberen Tals der Kessel in einer Höhe von etwa 496–504 m ü. NHN auf einem Hügelrücken zwischen deren linken Zuflüssen Sternbach und Fohlenbach am flachen Hang zum Fohlenbach. Die Häuser des etwa 50 Hausnummern umfassenden Ortes stehen entlang einem Straßengeviert und der Verlängerung einer von deren Straßen, er ist von Wiesen und Äckern umgeben. Oberringingen liegt, naturräumlich gesehen, im Unterraum Kesselbachmulde der Nördlichen Riesalb, im Untergrund findet sich Suevit der Auswurfmassen des Ries-Ereignisses.

## Geschichte
Oberringingen wird erstmals 1262 als „superior villa Ringingen“ überliefert. Der Ort wurde vermutlich als Ausbausiedlung von Unterringingen angelegt und hat davon seinen Ortsnamen bekommen. Die Herrschaft Hochhaus war im Ort begütert. 1262 erwarben die Grafen von Oettingen vom Kloster Ellwangen Besitzungen in Oberringingen, welche vermutlich 1445 an die Herrschaft Diemantstein verkauft wurden. Die Grafen hatten weiterhin Besitz im Ort, der als Lehen an die Herren von Hohenreichen zu Bissingen (um 1313), dann an die Herren von Weiler (vor 1450 bis 1482) und ab 1534 an die Herren von Winterstetten ging. Von 1556 bis 1568 waren die Schertlin von Burtenbach, danach die Herren von Bemmelberg belehnt. In der Folgezeit gehörte der Ort zur Herrschaft Hohenburg-Bissingen. Von einem im 16. Jahrhundert gebauten Schloss, welches um 1700 abgebrochen wurde, zeugen nur noch wenige Mauerreste und der Flurname „Am Schlossgarten“. Zwischenzeitlich hatte auch die Herrschaft Hochhaus, die Herrschaft Hohenburg und die Johanniterkommende Kleinerdlingen Besitz in Oberringingen.
Bis zum Verlust der Selbständigkeit gehörte zu Oberringingen der Weiler Hochdorf und der Maushof.

## Religion
Der Ort gehörte ursprünglich zur Pfarrei Unterringingen. Die Einführung der Reformation 1556 in Unterringingen führte dazu, dass die Katholiken in Oberringingen je nach Herrschaft in unterschiedlichen Pfarreien eingepfarrt wurden.

## Bevölkerungsentwicklung
| Jahr | Einwohner |
| ---- | --------- |
| 1840 | 218       |
| 1939 | 183       |
| 1950 | 269       |
| 1961 | 211       |
| 1970 | 188       |
| 1980 | 173       |
| 2000 | 163       |

## Wüstungen
In der Flur etwa einen Kilometer westsüdwestlich der Ortsmitte von Oberringingen am linken Oberhang der Mulde des Sternbachs ist die Einöde Haid ⊙ um 1900 wüst gefallen. Sie hatte seit 1728 als Wasenmeisterei für die Orte Diemantstein, Hochdorf, Oberringingen, Warnhofen und Zoltingen gedient.

### BayernAtlas („BA“)
Amtliche Topographische Karte mit passendem Ausschnitt und den hier benutzten Layern: Oberringingen und Umgebung

Allgemeiner Einstieg ohne Voreinstellungen und Layer: BayernAtlas der Bayerischen Staatsregierung (Hinweise)
1. ↑  Höhe abgefragt auf dem Hintergrundlayer Amtliche Karte (Rechtsklick).
2. ↑  Geologie nach dem Layer Digitale Geologische Karte von Bayern 1:25.000.

### Andere Belege
1. ↑  Zahlen, Daten, Fakten. In: bissingen.de. Abgerufen am 24. Februar 2021.
2. ↑  Wilhelm Volkert (Hrsg.): Handbuch der bayerischen Ämter, Gemeinden und Gerichte 1799–1980. C. H. Beck, München 1983, ISBN 3-406-09669-7, S. 446.
3. 1 2 3  Statistisches Bundesamt (Hrsg.): Historisches Gemeindeverzeichnis für die Bundesrepublik Deutschland. Namens-, Grenz- und Schlüsselnummernänderungen bei Gemeinden, Kreisen und Regierungsbezirken vom 27.5.1970 bis 31.12.1982. W. Kohlhammer, Stuttgart / Mainz 1983, ISBN 3-17-003263-1, S. 769 (Statistische Bibliothek des Bundes und der Länder [PDF; 41,1 MB]).
4. ↑  Ralph Jätzold: Geographische Landesaufnahme: Die naturräumlichen Einheiten auf Blatt 172 Nördlingen. Bundesanstalt für Landeskunde, Bad Godesberg 1962. → Online-Karte (PDF; 3,9 MB)